# 리하르트 라도
리하르트 라도(독일어: Richard Rado, 헝가리어: Radó Richárd 러도 리차르드[*], 영어: Richard Rado 리처드 레이도[*], 1906~1989)는 독일 태생의 수학자이다. 조합론과 그래프 이론에 공헌하였다.

## 생애
1906년 4월 28일 베를린의 유대인 가정에서 태어났다. 아버지 레오폴트 라도(독일어: Leopold Rado, 헝가리어: Radó Lipót 러도 리포트[*])는 헝가리 부다페스트 태생이었다. 어려서 피아노와 수학에 재능을 보였다.
피아니스트 루이제 차데크(독일어: Luise Zadek)와 1933년 3월 16일에 결혼하였으며, 같은 해에 베를린 훔볼트 대학교에서 이사이 슈어 아래서 박사 학위를 수여받았다. 같은 해에 나치 당이 독일 정권을 잡아 반유대주의 정책을 실시하였고, 라도와 부인은 영국으로 망명하였다. 영국에서 라도는 케임브리지 대학교에서 고드프리 해럴드 하디 아래서 두 번째 박사 학위를 수여받았다.
1954년에 레딩 대학교 수학 교수가 되었다.
1971년에 레딩 대학교에서 은퇴하였으며, 1989년 12월 23일에 옥스퍼드셔주 헨리온템스(영어: Henley-on-Thames)의 한 요양원에서 사망하였다.